# Torneo Nacional de Boxeo Playa Girón 1996
Das Torneo Nacional de Boxeo Playa Girón 1996 wurde vom 19. bis zum 28. Januar 1996 in Santiago de Cuba ausgetragen und war die 35. Austragung der nationalen kubanischen Meisterschaften im Amateurboxen.

## Medaillengewinner
Die Meistertitel wurden in zwölf Gewichtsklassen vergeben.
| Gewichtsklasse                  | Gold                  | Silber                 | Bronze                |
| ------------------------------- | --------------------- | ---------------------- | --------------------- |
| Halbfliegengewicht (bis 48 kg)  | Yosvany Aguilera      | Osvaldo Liranza        | Juan Ramírez          |
| Halbfliegengewicht (bis 48 kg)  | Yosvany Aguilera      | Osvaldo Liranza        | Orlando Ascencio      |
| Fliegengewicht (bis 51 kg)      | Hector Barrientos     | Maikro Romero          | Andry Laffita         |
| Fliegengewicht (bis 51 kg)      | Hector Barrientos     | Maikro Romero          | Stalin López Cabrera  |
| Bantamgewicht (bis 54 kg)       | Aldo Moreno           | Joel Casamayor         | Rencise Pérez         |
| Bantamgewicht (bis 54 kg)       | Aldo Moreno           | Joel Casamayor         | Ángel Moya            |
| Federgewicht (bis 57 kg)        | Lorenzo Aragón        | Enrique Fonseca        | Alexis Reve           |
| Federgewicht (bis 57 kg)        | Lorenzo Aragón        | Enrique Fonseca        | Yuri Echevarria       |
| Leichtgewicht (bis 60 kg)       | Pablo Rojas           | Julio González         | Diógenes Luna         |
| Leichtgewicht (bis 60 kg)       | Pablo Rojas           | Julio González         | Jorge Ignacio García  |
| Halbweltergewicht (bis 63,5 kg) | Héctor Vinent         | Mulradis Rodríguez     | Victor Romero         |
| Halbweltergewicht (bis 63,5 kg) | Héctor Vinent         | Mulradis Rodríguez     | Damián Austin         |
| Weltergewicht (bis 67 kg)       | Juan Hernández Sierra | Alexis Moreau          | Radames Castillo      |
| Weltergewicht (bis 67 kg)       | Juan Hernández Sierra | Alexis Moreau          | Miguel Veloso López   |
| Halbmittelgewicht (bis 71 kg)   | Alfredo Duvergel      | Anibal Rodríguez       | Juan Carlos Lemus     |
| Halbmittelgewicht (bis 71 kg)   | Alfredo Duvergel      | Anibal Rodríguez       | Offany Suárez         |
| Mittelgewicht (bis 75 kg)       | Ariel Hernández       | Juan Cumba             | Jorge Duquesne        |
| Mittelgewicht (bis 75 kg)       | Ariel Hernández       | Juan Cumba             | Leonidas Laffargue    |
| Halbschwergewicht (bis 81 kg)   | Ramón Garbey          | Noel Pérez             | Luis Osorio Hernández |
| Halbschwergewicht (bis 81 kg)   | Ramón Garbey          | Noel Pérez             | Yosvany Hernández     |
| Schwergewicht (bis 91 kg)       | Félix Savón           | Freddy Rojas           | Yurkis Sterling       |
| Schwergewicht (bis 91 kg)       | Félix Savón           | Freddy Rojas           | Pedro Montalvo        |
| Superschwergewicht (über 91 kg) | Alexis Rubalcaba      | Leonardo Martínez Fizz | Luis Lázaro Ulacia    |
| Superschwergewicht (über 91 kg) | Alexis Rubalcaba      | Leonardo Martínez Fizz | Pedro Carrión         |